# Meerwaarde (bedrijfseconomie)
Meerwaarde is een begrip in de economie, boekhouden en fiscaliteit.  Het staat voor de waardevermeerdering of de winst, die de onderneming heeft op vaste activa, dat wil zeggen gebouwen, machines, aandelen, en dergelijke.  
Als een meerwaarde gerealiseerd is, bij verkoop bijvoorbeeld, spreekt men ook van een vermogenswinst. Als een meerwaarde nog latent is, dat wil zeggen als men een eigendom heeft dat meer waard geworden is, spreekt men van een vermogensaanwas. 
In de boekhouding worden gerealiseerde meerwaarden geboekt als uitzonderlijke opbrengsten, behalve uiteraard wanneer het behalen van dit soort meerwaarden tot de courante activiteit behoort.  Niet verwezenlijkte meerwaarden kunnen geboekt worden onder de post herwaarderingsmeerwaarden. 
Overal ter wereld zijn er bijzondere fiscale stelsels, waarbij meerwaarden lager belast worden dan gewone inkomsten.